# Jabbeke

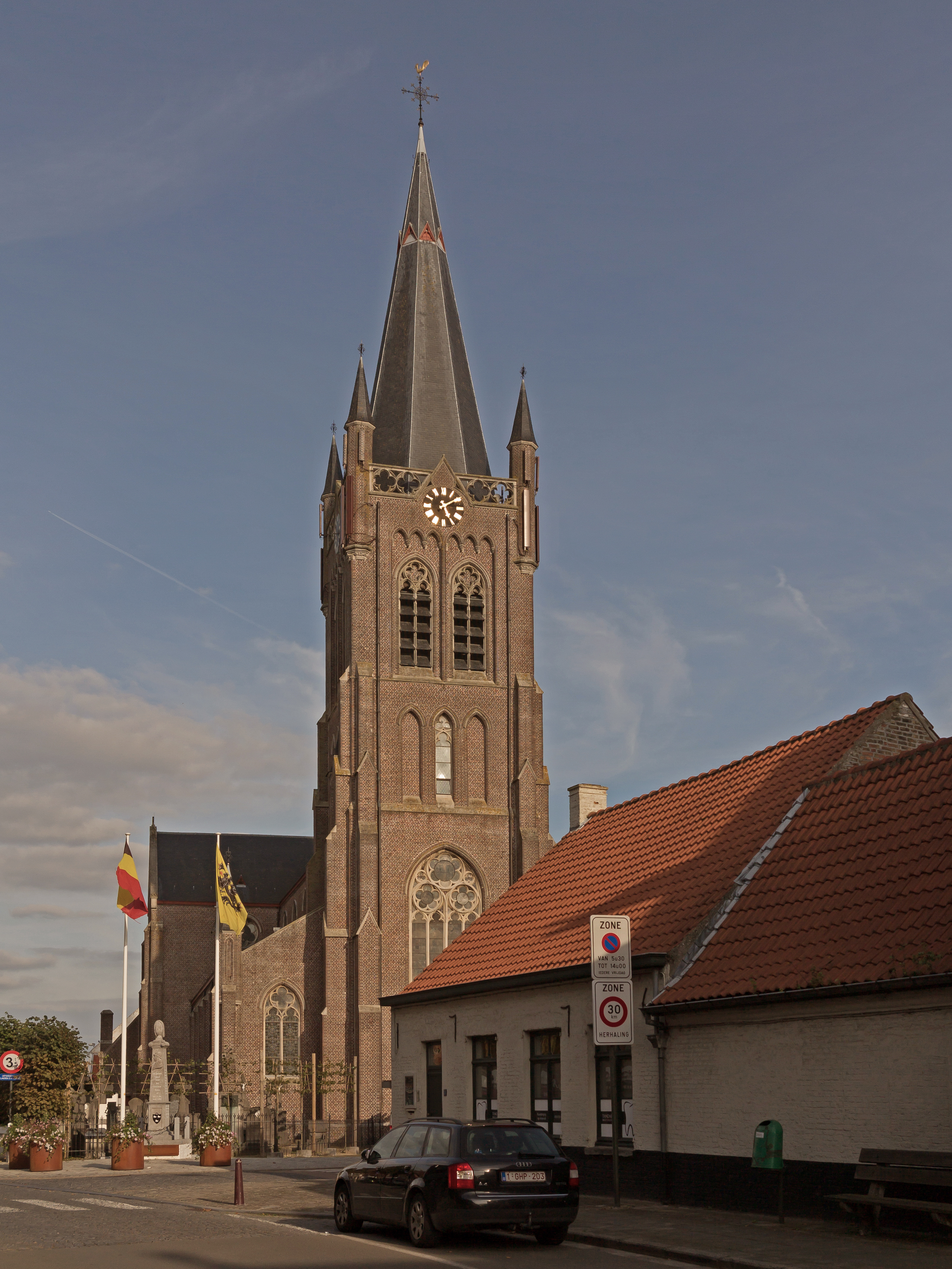
Jabbeke, Kirche: Sint Blasiuskerk

Jabbeke ist eine Gemeinde in der Provinz Westflandern, Belgien. Die Gemeinde zählt 14.832 Einwohner (Stand 1. Januar 2024) auf einer Fläche von 53,76 km².

## Gemeindegliederung
Die heutige Gemeinde Jabbeke entstand 1976 aus dem Zusammenschluss von fünf bis dahin eigenständigen Gemeinden (Einwohnerzahlen Stand 1. Januar 2007);
| Teilgemeinde | Fläche (km²) | Kernfamilien (gezinnen) | Einwohner |
| ------------ | ------------ | ----------------------- | --------- |
| Jabbeke      | 13,48        | 1741                    | 4435      |
| Snellegem    | 11,23        | 635                     | 1749      |
| Stalhille    | 10,71        | 277                     | 679       |
| Varsenare    | 10,18        | 1813                    | 5038      |
| Zerkegem     | 8,16         | 663                     | 1716      |

## Sehenswürdigkeiten
- „Provinciaal Museum Constant Permeke“, Museum mit Werken des Malers Constant Permeke.[2]
- Der mittelalterliche „Oosthof“, heute ein Restaurant.
- Sint-Eligius-Kirche in Snellegem (12. Jahrhundert)[3]

## Nachkriegsgeschehen
In Jabbeke und in dem nahegelegenen Zedelgem bestanden vom Kriegsende bis zum Sommer 1946 zwei Lager für deutsche Kriegsgefangene, die britischen POW-Camps 2224 und 2226. Für Jabbeke wurden vom IKRK im Oktober 1945 13.900 Gefangene und für Zedelgem im Sommer 1945 schwankende Belegungen zwischen 10.000 und 15.000 Gefangenen gemeldet. Die hygienischen Verhältnisse, die Ernährungssätze und die ärztliche Versorgung waren unzureichend. Als im Winter 1945/46 durch Hungerödeme und Erfrierungen ein Massensterben drohte, wurden Zusatzrationen für die besonders unterernährten Gefangenen ("Gandhis" genannt) eingeführt. Über die Zahl der in den Lagern ums Leben gekommenen Gefangenen gibt es keine verlässlichen Angaben.

## Persönlichkeiten
- Patrick Verplancke (* 1962), Radrennfahrer, geboren in Varsenare

## Weblinks

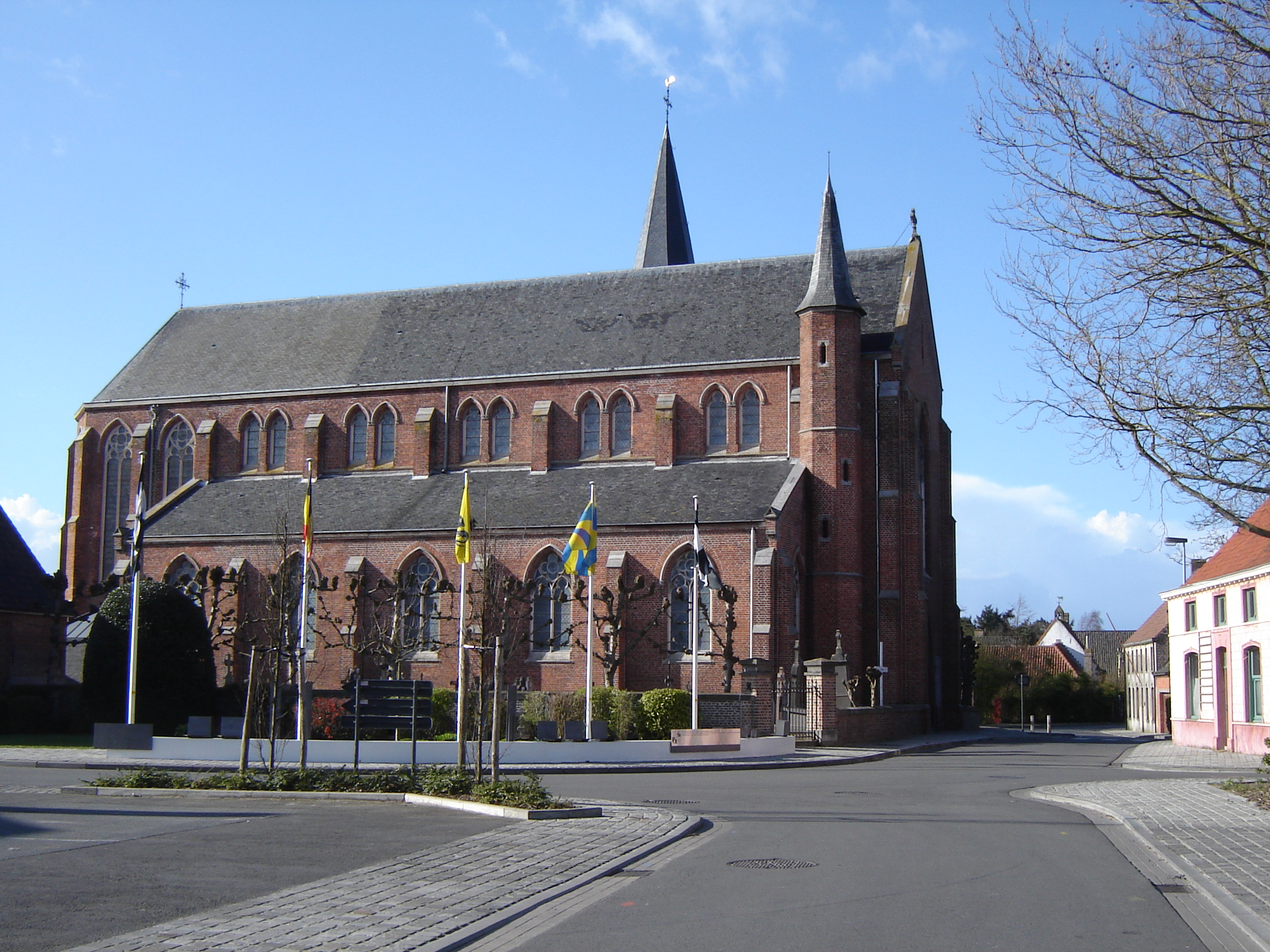
Sint-Eloois-Kirche im Ortsteil Snellegem
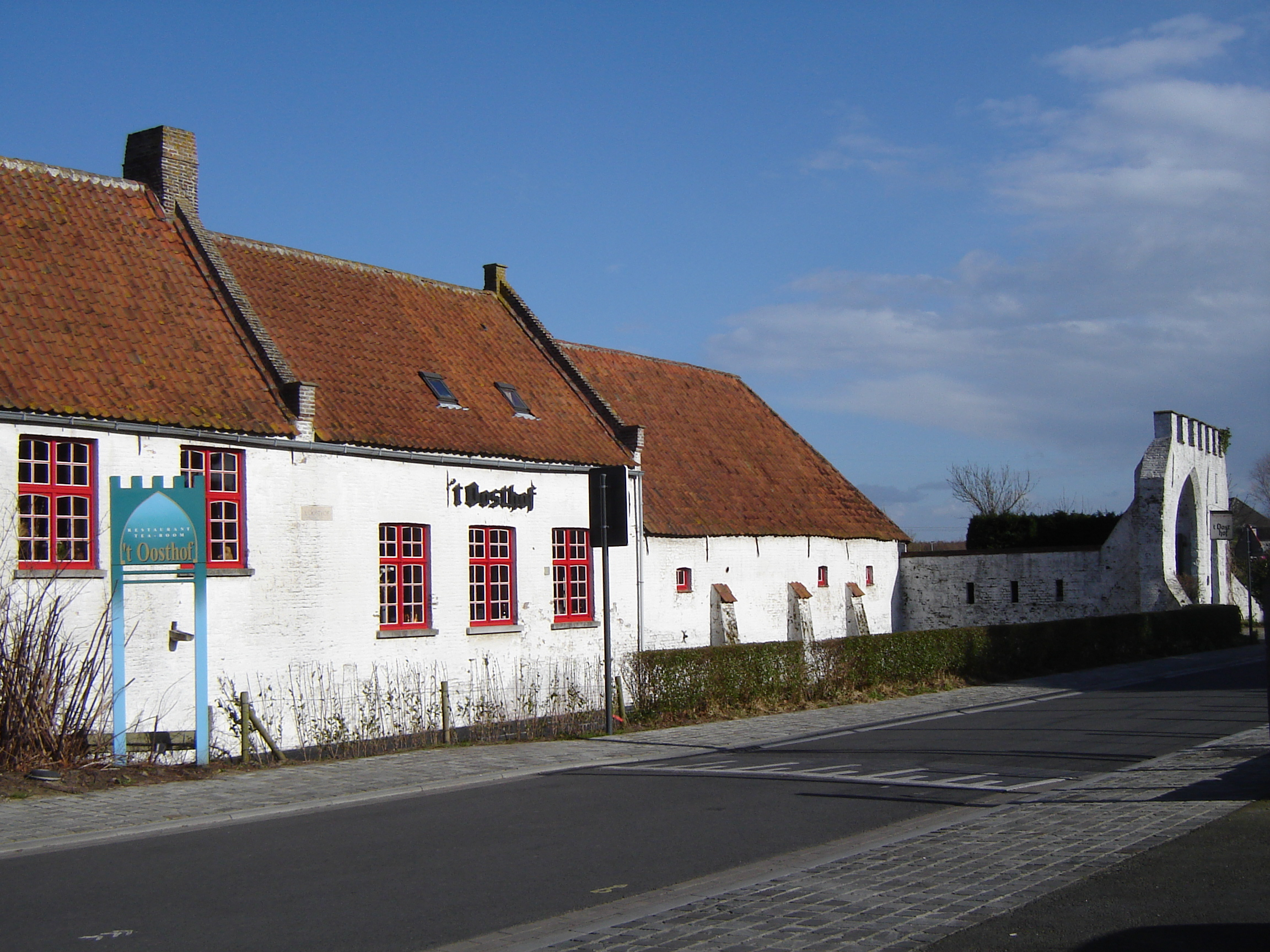
Der Oosthof